# Sukakerta (Panumbangan)
Sukakerta is een bestuurslaag in het regentschap Ciamis van de provincie West-Java, Indonesië. Sukakerta telt 3453 inwoners (volkstelling 2010).